# شوگو ناکاهارا
شوگو ناکاهارا (انگلیسی: Shogo Nakahara؛ زادهٔ ۱۹ مهٔ ۱۹۹۴) بازیکن فوتبال اهل ژاپن است.
از باشگاه‌هایی که در آن بازی کرده‌است می‌توان به باشگاه فوتبال کونسادول ساپورو اشاره کرد.